# 지치부노미야 야스히토 친왕
지치부노미야 야스히토 친왕(일본어: 秩父宮雍仁親王, 1902년 6월 25일 ~ 1953년 1월 4일)은 일본의 황족이다. 아버지 다이쇼 천황과 어머니 데이메이 황후의 차남이며, 본명은 야스히토이다. 아명은 아쓰노미야(淳宮)이다. 쇼와 천황의 아우이며, 부인은 옛 아이즈번주 마쓰다이라 가타모리의 손녀이자 외교관 마쓰다이라 쓰네오의 장녀 야스히토 친왕비 세쓰코이다. 계급은 육군 소장이다.

## 일생
어릴 적에는 형인 히로히토, 그리고 동생인 노부히토 친왕과 함께 자라 서로 우의가 좋았다 한다. 다이쇼 천황의 아들 4명 중에서 가장 활발해 유약한 맏형인 쇼와 천황과 비교되었는데, 형제끼리 장난감을 가지고 싸울 때마다 그가 이겼다 한다. 하지만 스스로를 "형이 없으면 의미 없는 벤케이(弁慶)"라 하며 소심해졌다 한다. 할아버지인 메이지 천황은 장난감을 사 주기는 했지만, 공무 때문에 실제로 만난 적이 없어 메이지 천황 붕어 전까지 목소리를 듣지 못했다 한다. 대신 할머니인 쇼켄 황태후와는 자주 만나 함께 놀았다 한다.
1909년, 학습원 초등과에 입학 후 1920년 10월 육군사관학교에 입학했으며, 1922년 10월 육군 소위로 임관했다. 만 20세가 되던 이 해에 성인식을 행하여 지치부노미야(秩父宮)라는 궁호를 받았는데, 지치부(秩父)는 옛 무사시(武藏國)국의 명산 이름으로 그의 저택이 서북쪽이라 이런 명칭이 붙었다. 1928년 9월 28일 마쓰다이라 세쓰코와 결혼했다.
1928년 12월 육군대학에 입학하여 1931년 11월 43기로 졸업했다.이후 1931년 제1사단 보병 제3연대의 중대장으로 임관하였는데, 황도파 장교들과 안도 데루조 등의 사상에 동조하여 형인 쇼와 천황에게 직접 "친정을 펼치고 헌법을 정지하는 것도 고려해야 한다."라고 하여 시종장 스즈키 간타로와 쇼와 천황의 근심거리였고, 직접 무력을 동원할 수 있는 직위에서 해제되어 참모본부 작전과로 자리를 옮겼다. 이후 1936년 2.26 사건이 발생하자 다음날 도쿄로 와서, 청년 장교들과 회담한 후, 쇼와 천황을 배알했는데 쇼와 천황에게 꾸중을 듣고 나와 반란 주동자들에게 자결하라는 명을 내렸다.
이후 1937년 유럽을 순방하면서 영국 국왕 조지 6세 대관식에 참석한 후, 스위스-스웨덴-네덜란드-나치 독일을 방문했다. 헤르베르트 폰 디르크센 주일독일대사의 요청에 따라 독일을 방문했을 때 나치당 전당대회에 초청받아 뉘른베르크성에서 히틀러 총통과 회담을 하였는데, 이때 히틀러는 소련의 지도자 이오시프 스탈린을 증오한다고 말하였다. 이에 지치부노미야는 "국제관계에서 상대국의 지도자를 혐오한다고 이야기할 수 있습니까?"라 대꾸했고, 히틀러는 그를 노려봤다 한다. 이 회담이 끝난 후, 부관인 혼마 마사하루에게 "히틀러는 변덕쟁이다. 그를 신용하기란 어렵다."고 이야기했다. 귀국 후에는 일독친선을 유지할 필요가 있다 생각해 귀국 후 형 쇼와에게 삼국 동맹 조약을 맺자고 의견을 제시하였다.
이후 1940년 폐결핵 때문에 시즈오카현 고텐바에서 요양을 시작했고, 오랫동안 병을 앓으며 집필활동에 몰두하다 1953년 1월 4일, 자녀를 남기지 못한 채, 요양처의 가나가와현 후지사와시 구게누마별저에서 52세로 사망했다.
유언으로 "유해를 해부용으로 기증할 것, 화장할 것, 장례에 어떤 종교도 관여하지 않게 할 것."을 남겼는데, 황족은 시신을 해부하고 화장하는 것이 금지되어 있었다. 하지만 쇼와는 그 유언을 존중하여 받아들여졌는데, 이렇게 황족으로는 처음으로 시신을 의학용으로 기증한 사람이 되었다. 장례식은 1953년 1월 12일, 황족, 스포츠 관계자, 외교사절 800여명과 25,000여 명의 시민들이 참석하여 간단하게 화장한 시신을 평소 사용하던 집기와 함께 매장하는 식으로 열렸다. 장례식 당시에는 천황이 참석하지 않았는데, 이는 천황이 신하의 장례식에 참석한 전례가 없었기 때문이다. 대신 천황은 장례식 다음날 무덤에 성묘하였다. 42년 후 1995년 8월 25일에는 친왕비 세쓰코의 사망으로, 지치부궁은 단절되었다. 2.26 사건 이전에 세쓰코 비가 임신한 적이 있었으나, 사건 당시 세쓰코 비와 함께 주둔지에서 도쿄로 돌아올 때 추운 날씨에 세쓰코 비가 몸을 해쳐 유산하고 이후 아이를 낳지 못했기에 직계자손이 없다.

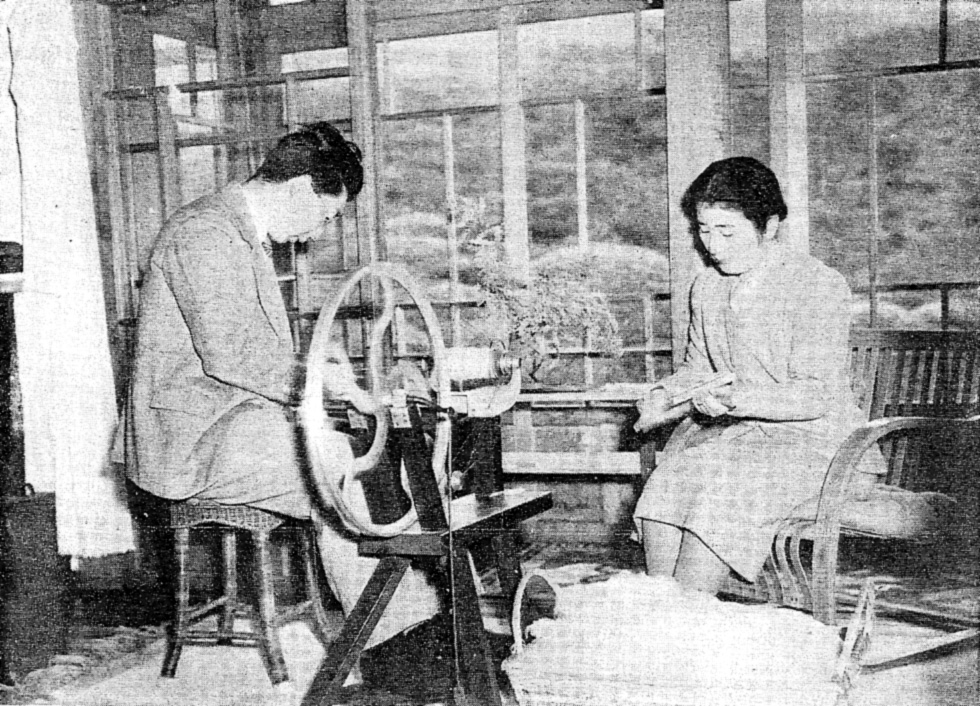
세쓰코 비와 함께 물레로 실을 잣는 지치부노미야 친왕. 1951년 가을 촬영됨

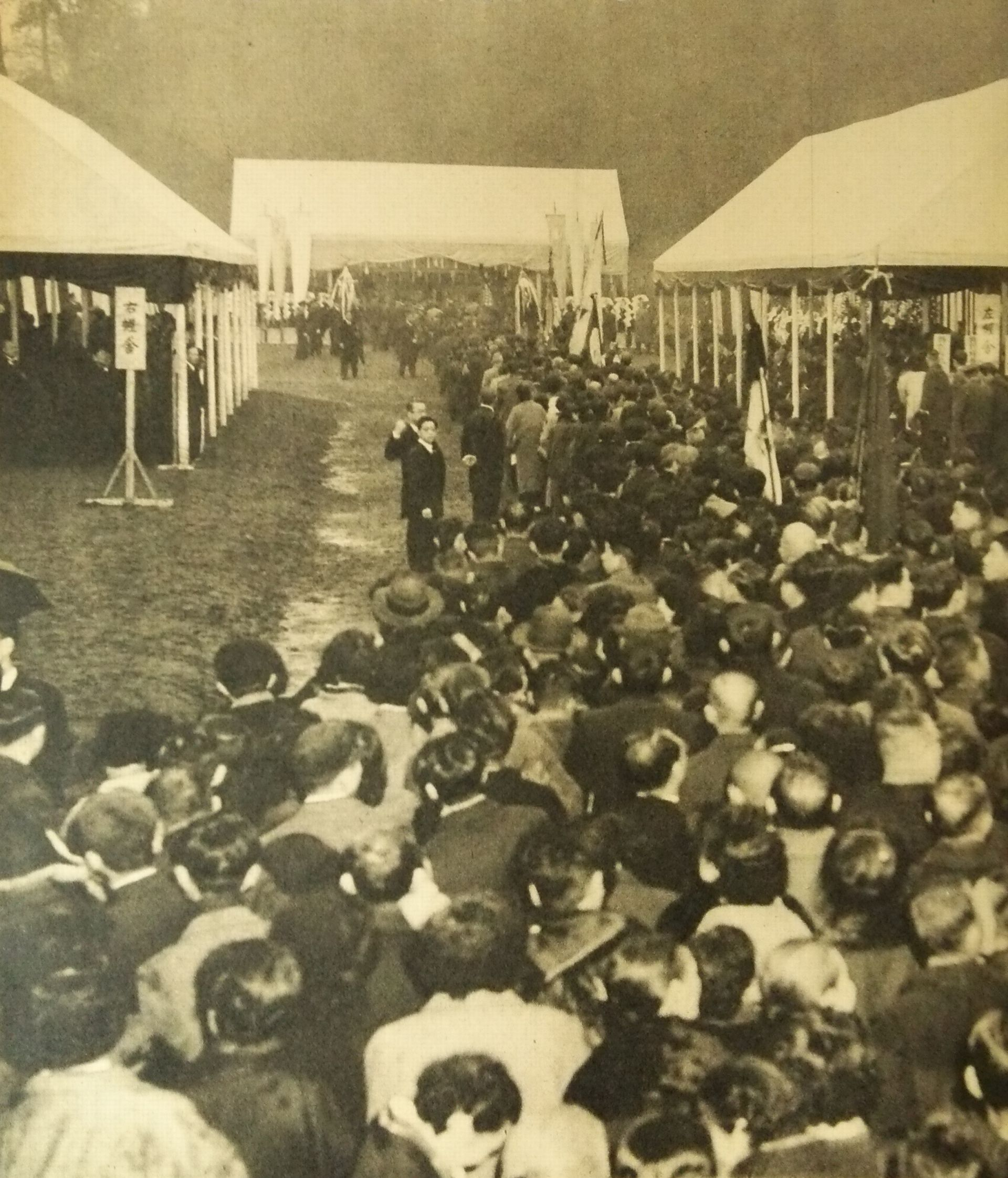
지치부노미야 친왕의 장례식

## 사회 활동
사회 활동으로는 스키 , 럭비 등 스포츠의 보급에 앞장서서 국민들로부터 스포츠의 왕자님이란 애칭으로 널리 사랑받았다. 그 이름은 '지치부노미야 럭비장', '지치부노미야 기념 스포츠 박물관'으로 남아 있다. 1928년에는 홋카이도 시찰 시 장차 동계 올림픽을 유치하기 위해 대형 스키점프대 건설을 제안하였으며, 역시 동계올림픽 개최를 대비해 삿포로 상공 회의소와 함께 1934년 삿포로 그랜드 호텔을 개업했다. 일영협회와 일본-스웨덴 협회의 총재를 역임해 국제친선사업에서도 힘썼으며, 등산을 좋아해 유럽을 순방할 때 마터호른 등정을 완수했다. 그의 기념공원에 있는 동상도 후지산 방향으로 세워져 있다.
과묵하고 학자스러운 쇼와 천황과는 달리 테니스와 등산을 좋아하고 성격이 시원시원해 상류층 자제들 사이에서 중심 인물이었다 한다. 요양 중에는 현지 주민들에게 친근하게 접해 학교 졸업식에 내빈으로 참가해 축사를 해 주기도 했으며, 패전 후에는 적극적으로 신문에 글을 기고하여 새로운 시대에 황실이 가질 바람직한 모습에 대해 의견을 자주 피력했다.
특히 조카 아키히토 황태자에 대해 기대가 컸는데, 1953년 엘리자베스 2세의 대관식 당시 아직 만 20살도 되지 않은 황태자를 대표로 보내는 것에 대해 궁내청에서는 상당히 고민이 많아서 다른 사람을 대표로 보내려 했다. 하지만 지치부노미야 친왕은 황태자를 대표로 보낼 것을 강력하게 주장해서 엘리자베스 2세의 대관식에는 아키히토 황태자가 일본 대표로 참석하게 되었다. 다만 대관식이 열리기 전에 지치부노미야는 지병으로 별세하였다.

## 가족
| 지치부노미야 야스히토 친왕 | 아버지: 다이쇼 천황   | 조부: 메이지 천황             | 증조부: 고메이 천황                 |
| 지치부노미야 야스히토 친왕 | 아버지: 다이쇼 천황   | 조부: 메이지 천황             | 증조모: 나카야마 요시코             |
| 지치부노미야 야스히토 친왕 | 아버지: 다이쇼 천황   | 조모: 야나기와라 나루코       | 진외증조부: 야나기와라 사키미쓰     |
| 지치부노미야 야스히토 친왕 | 아버지: 다이쇼 천황   | 조모: 야나기와라 나루코       | 진외증조모: 하세가와 우타노         |
| 지치부노미야 야스히토 친왕 | 어머니: 데이메이 황후 | 외조부: 구조 미치타카         | 외증조부: 구조 히사타다             |
| 지치부노미야 야스히토 친왕 | 어머니: 데이메이 황후 | 외조부: 구조 미치타카         | 외증조모: 가라하시 쓰네코(唐橋経子) |
| 지치부노미야 야스히토 친왕 | 어머니: 데이메이 황후 | 외조모: 노마 이쿠코(野間幾子) | 외외증조부: 노마 요리오키(野間頼興) |
| 지치부노미야 야스히토 친왕 | 어머니: 데이메이 황후 | 외조모: 노마 이쿠코(野間幾子) | 외외증조모: ?                       |

- 형:미치노미야 히로히토(1901~1989), 쇼와 천황(1926~1989). 아버지 다이쇼 천황의 죽음으로 황위 계승.
- 동생:다카마쓰노미야 노부히토(1905~1987), 삼남. 어릴 적 칭호는 데루노미야. 도쿠가와 기쿠코와 결혼하였으나 자녀를 두지 못하였다.
- 동생:미카사노미야 다카히토 (1915~2016), 사남. 어릴 적 칭호는 스미노미야. 다카기 남작가의 유리코와 결혼하여 3남 2녀를 두었다. 다카마츠노미야의 기쿠코 비의 사망 이후 현 일본 황실의 최고 연장자이며 양심적 지식인으로 유명하다.